# Lophostoma schulzi
Lophostoma schulzi (Genoways & Williams, 1980) è un pipistrello della famiglia dei Fillostomidi diffuso nell'America meridionale.

## Descrizione

### Dimensioni
Pipistrello di piccole dimensioni, con la lunghezza totale tra 76 e 80 mm, la lunghezza dell'avambraccio tra 42 e 45 mm, la lunghezza della coda tra 7 e 15 mm e un peso fino a 19,9 g.

### Aspetto
La pelliccia è lunga e soffice. Le parti dorsali sono grigio scuro, mentre le parti ventrali variano dal grigio-brunastro al grigio-olivastro. Il muso è privo di peli, la foglia nasale è lanceolata, con la porzione anteriore completamente fusa al labbro superiore. Sul mento è presente un solco mediano contornato da file di piccole verruche. Le orecchie sono grandi, arrotondate e unite anteriormente alla base da una membrana. Il trago ha una proiezione prominente sul bordo anteriore. L'avambraccio, le ossa alari, le zampe, le orecchie e la foglia nasale sono ricoperte di piccole escrescenze verrucose. La coda è corta ed inclusa completamente nell'ampio uropatagio. Il calcar è lungo. Il cariotipo è 2n=28 FNa=36.

## Biologia

### Alimentazione
Si nutre di insetti.

### Riproduzione
Una femmina gravida con un piccolo è stata catturata nella Guyana francese nel mese di agosto.

## Distribuzione e habitat
Questa specie è diffusa in Guyana, Suriname, Guyana francese e negli stati brasiliani settentrionali di Pará e Amazonas.
Vive nelle foreste pluviali dense, di pianura e indisturbate.

## Conservazione
La IUCN Red List, considerato l'areale relativamente vasto all'interno dello scudo della Guyana, classifica L.schulzi come specie a rischio minimo (Least Concern)).